# Långa knivarnas natt

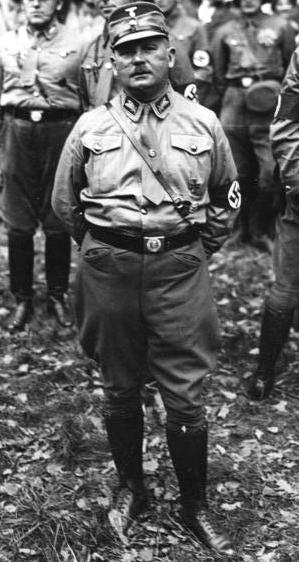
Ernst Röhm, chef för SA, i februari 1933. Röhm bär kragspeglar för SA-Oberführer, den dåvarande högsta tjänstegraden inom SA.

Långa knivarnas natt (tyska: die Nacht der langen Messer) kallas Adolf Hitlers ingripande mot och utrensning av politiska motståndare inom den paramilitära organisationen Sturmabteilung (SA) den 30 juni 1934. Nazisternas officiella namn på händelsen var "Röhm-kuppen" (tyska: der Röhm-Putsch), efter kronoffret, SA:s ledare Ernst Röhm, som ansågs ha planerat en statskupp. Till offren hörde även Gregor Strasser samt Hitlers företrädare som rikskansler Kurt von Schleicher och dennes fru.

## Historik

### Bakgrund
SA hade successivt skaffat sig mer väpnad makt och därmed inflytande i den tyska staten efter Hitlers utnämning till rikskansler den 30 januari 1933. Med över 500 000 mans personalstyrka under vapen hade SA kapacitet att genomföra en statskupp och efter den 30 december 1933 hade förbindelserna med riksvärnet (med 100 000 man under vapen) stadigt försämrats emedan Ernst Röhm kraftfullt drev linjen att SA skulle utgöra basen för den tyska försvarsmaktens återupprustning. Den framtida försvarsmakten (Wehrmacht) skulle enligt Röhm byggas upp enligt konceptet folkmilis med honom själv i dess spets, vilket försvarsmaktsledningen häftigt argumenterade emot och fick gehör för hos riksledningen. Minst lika viktigt för motståndet mot Röhm var dock dennes radikala politiska inställning.
Efter månader av diskussioner hade Hitlers närmaste män och ledningen för försvarsmakten i slutet av juni 1934 kommit till slutsatsen att Röhm och SA utgjorde en verklig fara och krävde gemensamt att Hitler skulle agera. Efter vicekansler Franz von Papens tal i Marburg den 17 juni, i vilket denne gav uttryck för de konservativas missnöje med SA:s ledning, bestämde sig Hitler för att skrida till handling.

### Kuppen
Röhm kallade den 29 juni alla högre ledare inom SA (Obergruppenführer, Gruppenführer och Brigadeführer) till en ledningskonferens på Hanselbauer Hotel i Bad Wiessee söder om München. Efter en rad rapporter om SA:s aktiviteter på strategiska platser anlände Hitler till München redan mycket tidigt på morgonen den 30 juni för att konfrontera Röhm personligen.
Redan innan Hitler begav sig till Bad Wiessee lät han arrestera och döma en viss Wilhelm Schmid till döden enligt militärt ståndrättsförfarande, det vill säga högmålsbrott som högförräderi och liknande i samband med utomordentliga omständigheter. Den tyska regeringen hävdade statsnödvärn och menade öppet att risken för statskupp var överhängande. Det visade sig senare att Hitler hade dömt fel man: Willi Schmid var en musikkritiker i München. Hitler hade förväxlat denne med antingen SA-ledaren Willi Schmidt eller Ludwig Schmitt, en medarbetare till Otto Strasser.
Efter ankomsten till Hanselbauer Hotel arresterades Röhm först; därefter blev många andra arresterade på hotellet eller på väg till det. Flera blev skjutna vid gripandet, bland andra SA-Obergruppenführer Edmund Heines. Röhm och andra fördes till länsfängelset i Stadelheim. Röhm erbjöds möjlighet att begå självmord, men vägrade och blev den 1 juli skjuten av SS-Brigadeführer Theodor Eicke och SS-Obersturmbannführer Michel Lippert. Enligt uppgift skall även SS-Gruppenführer Ernst-Heinrich Schmauser ha varit närvarande.
Runtom i hela Tyskland nedkämpades potentiella hot mot staten och de grupper som nu stod regeringen närmast, vilket inte bara inkluderade nationella socialister utan även vissa tyska konservativa. Aktionen avslutades den 2 juli. Bland de avrättade fanns, förutom Röhm, general Kurt von Schleicher och förre högre partimannen Gregor Strasser. Den 3 juli klargjordes rättsläget under Röhmkuppen i en ny lag som den tyska riksdagen retroaktivt stiftade. Arkebuseringarna utfördes i "statens självförsvar".

### Efterspel
Den 13 juli offentliggjorde Hitler kväsandet av kuppen för tyska och utländska massmedia. Hitler menade att han vid detta tillfälle hade agerat som det tyska folkets högste domare. Regeringen uppgav att 61 personer som gjort sig skyldiga till högförräderi, förberedelse, stämpling eller försök avrättats, och 13 blivit skjutna i nödvärn i samband med gripandet. Avrättningarna verkställdes dels av preussiska polisens personal, Polizeiregiment General Göring och preussiska hemliga statspolisen Gestapo, och dels av NSDAP:s egen militära enhet Leibstandarte SS Adolf Hitler. Försvarsmakten understödde med vapen, ammunition och logistik. Avrättningarna genomfördes ofta men inte alltid under samma former som regelrätta militära arkebuseringar. Flera avrättningar verkställdes på Leibstandartes kaserngård i Berlin-Lichterfelde i den före detta kejserliga kadettskolans kasernområde. 
SA-Obergruppenführer Viktor Lutze ersatte Ernst Röhm som stabschef för SA. Lutze valdes som en representativ ledare och fick i uppgift att normalisera SA och integrera det i Tredje rikets partiorganisationer, vilket också utfördes.

## Lista över offer
- Julius Adler
- Otto Ballerstedt
- Fritz Beck
- Karl Belding
- Veit Ulrich von Beulwitz
- Alois Bittmann
- Franz Bläsner
- Herbert von Bose
- Ferdinand von Bredow
- Kurt Charig
- Georg von Detten
- Herbert Enders
- Kurt Engelhardt
- Ludwig Engels
- Karl Ernst
- Hans Joachim von Falkenhausen
- Gustav Fink
- Walter Foerster
- Erich Gans
- Fritz Gerlich
- Daniel Gerth
- Alexander Glaser
- Walter Häbich
- Hans Hayn
- Edmund Heines
- Oskar Heines
- Adam Hereth
- Karl-Günther Heimsoth
- Peter von Heydebreck
- Joachim Hoffmann
- Anton von Hohberg und Buchwald
- Edgar Julius Jung
- Gustav von Kahr
- Kuno Kamphausen
- Eugen von Kessel
- Erich Klausener
- Willi Klemm
- Koch
- Hans-Karl Koch
- Heinrich Johann König
- Kopp
- Ewald Köppel
- Krause
- Fritz von Kraußer
- Karl Lämmermann
- Gotthard Langer
- Erich Lindemann
- Karl Lipinski
- Ernst Ewald Martin
- Hermann Mattheiß
- Walter von Mohrenschildt
- Kurt Mosert
- Edmund Paul Neumayer
- Reinhard Nixdorf
- Moritz Oppenheimer
- Lamberdus Ostendorp
- Otto Pietrzok
- Fritz Pleines
- Adalbert Probst
- Hans Ramshorn
- Robert Reh
- Ernst Röhm
- Paul Röhrbein
- Wilhelm Sander
- Martin Schätzl
- Erich Schiewek
- Elisabeth von Schleicher
- Kurt von Schleicher
- Wilhelm Schmid
- Wilhelm Eduard Schmid
- Hans Walter Schmidt
- August Schneidhuber
- Johann Konrad Schragmüller
- Joachim Schroedter
- Max Schuldt
- Walter Schulz
- Max Schulze
- Hans Schweighart
- Emil Sembach
- Hans Erwin von Spreti-Weilbach
- Pater Bernhard Stempfle
- Gregor Strasser
- Otto Stucken
- Othmar Toifl
- Julius Uhl
- Erwin Villain
- Max Vogel
- Gerd Voss
- Eberhard von Wechmar
- Karl Zehnter
- Ernestine Zoref
- Alexander Zweig
- Jeannette Zweig